# Trois-Cocus (metropolitana di Tolosa)
Trois-Cocus è una stazione della metropolitana di Tolosa, inaugurata il 30 giugno 2007. È dotata di una banchina a 7 porte e perciò non può accogliere treni composti da più di due vetture.

## Architettura
L'installazione d'arte che si trova nella stazione di Trois-Cocus è stata realizzata da Pierrick Sorin. Degli schermi fanno animare delle scene che rappresentano la caricatura di un personaggio fotografato nella stazione.

## Servizi
La stazione dispone di:
- Biglietteria automatica
- Scale mobili